# Chiesa di San Bartolomeo dei Vaccinari

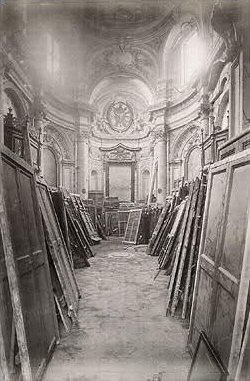
Interno della chiesa, utilizzato come deposito, prima della sua definitiva distruzione.

La chiesa di San Bartolomeo dei Vaccinari era una chiesa di Roma, nel rione Regola. Essa era collocata in via della Regola, oggi denominata a ricordo dell'antico edificio via di San Bartolomeo dei Vaccinari, che collega la moderna via Arenula con piazza delle Cinque Scole. Fu demolita attorno al 1885 per la costruzione di via Arenula; l'altare maggiore fu ricollocato nella Chiesa della Beata Vergine del Rosario (Asmara) in Eritrea.

## Storia e descrizione
La chiesa è menzionata per la prima volta in una bolla di papa Urbano III del 1186 tra le chiese filiali di San Lorenzo in Damaso con il nome di Santo Stefano de cacabariis. Nella seconda metà del XIV secolo è ricordata con il nome di Santo Stefano de Benedectinis, indizio che a quell'epoca essa apparteneva ai Benedettini. Dal 1408 e fin dopo la metà del Cinquecento assume il cognome de silice, fino ad assumere quello dei Vaccinari con papa Pio V. Era conosciuta anche come santo Stefano de Arenula, dal nome del rione in cui era collocata la chiesa: così è riportata nel catalogo di Torino (nº 349).
La chiesa fu sede di una parrocchia senza fonte battesimale in quanto filiale di San Lorenzo in Damaso; in una visita del 1560 si dice che « ha da 16 a 20 case che sono dei vaccinari e genti povere e che sta maltrattata e poco monda ». Con Pio V nel 1570 smise le sue funzioni parrocchiali e fu affidata alla confraternita dei conciatori di pelli, chiamati a Roma vaccinari; essi fecero riedificare la chiesa nel 1723 dedicandola al loro santo patrono, l'apostolo Bartolomeo.  Nello scavo per la costruzione del nuovo edificio fu trovata una gran quantità di corna, indizio della presenza dei vaccinari nella zona.
L'interno della chiesa era a navata unica con due altari laterali per lato. Il quadro dell'altare maggiore raffigurante il santo titolare era di Giovanni De Vecchi (1536-1614); gli altri altari erano decorati con tele di Jacopo Zoboli (1681-1767) e di Michelangelo Cerruti (1663-1748).